# Acanthodelta nubifera
Acanthodelta nubifera là một loài bướm đêm trong họ Noctuidae.